# معهد فلوريدا التقني
معهد فلوريدا التقني (بالإنجليزية: Florida Institute of Technology)‏ تعتبر جامعة (Florida Tech)
من الجامعات الخاصة (إي التي لا تملكها الحكومة) وتعتبر الجامعة رقم واحد في مجال الهندسة في ولاية فلوريدا.
معهد فلوريدا للتكنولوجيا (يشار إلى فلوريدا للتكنولوجيا أو FIT) ، هي جامعة بحثية خاصة تقع في ملبورن ، فلوريدا، الولايات المتحدة الأمريكية . جامعة فلوريدا للتكنولوجيا لديها خمس كليات أربع منها داخل الحرم الجامعي وواحدة خارجه، تركز الجامعة بشكل قوي على العلوم والتكنولوجيا والهندسة والرياضيات (STEM).
تبلغ مساحة الحرم الجامعي الرئيسي لها ب130 فدان (530م2) و تقع بالقرب من مركز كنيدي للفضاء، التي تستضيف العديد من شركات فائقة التكنولوجيا، والتي ترتكز على وظائف القطاع التكنولوجيا في الولايات المتحدة الأمريكية .
تأسست في عام 1958 بمسمى كلية بريفارد للهندسة، ظلت بذلك الاسم حتى تم تغيير لاحقاً بالاسم الحالي من عام 1966م . في عام 2012 ، بلغ عدد طلاب جامعة فلوريدا للتكنولوجيا في داخل الحرم الجامعي 4,200 طالب، ينقسمون بالتساوي ما بين عدد طلاب مرحلة البكالوريوس والدراسات العليا، مع ذكر النسبة الأكبر منهم في مجال الهندسة والعلوم.
على الرغم من عمر الجامعة القصير نسبياً وصغر مساحتها، إلا أن جامعة فلوريدا للتكنولوجيا تصنف بين أفضل الجامعات لمنح شهادة الدكتوراه في الولايات المتحدة. جامعة فلوريدا للتكنولوجيا لديها أكثر من 60,000 الخريجين، تم إنشائها لتوفر الدعم لمركز ناسا لأبحاث الفضاء، انجبت الجامعة خمسة رواد الفضاء الذين سافروا على متن المكوك الفضائي، عدة مرشحين من رواد الفضاء، أول امرأة بمرتبة لواء بأربع نجوم، واثنين من الألوية الآخرين من فئة أربع نجوم وما يقرب من أربعة وعشرين الألوية الآخرين، وهي صاحبة الميدالية الأولمبية عام 1992، لاتزال الجامعة تنجب الآلاف من العلماء والمهندسين والطيارين، والمدراء في العديد من الشركات ذات التكنولوجيا العالية.

## الكليات بالجامعة
كلية الهندسة والعلوم. وتحتوي على 6 أقسام وهي:
يمنح بها درجة (البكالوريوس والماجستير والدكتوراه).
- قسم علوم الفضاء والفيزياء وعلومها. وتنقسم لعدة تخصصات:
  1. تخصص هندسة علوم الفضاء.
  2. تخصص الفيزياء.
  3. تخصص علوم الفضاء.
- قسم الهندسة الطيبة والكيمائية وعلومها. وتنقسم لعدة تخصصات:
  1. تخصص الهندسة الطبية.
  2. تخصص الهندسة الكيميائية.
  3. تخصص الكيمياء الحيوية.
  4. تخصص الكيمياء.
  5. تخصص تقنيات النانو.
- قسم هندسة الحاسب الآلي وعلومه. ينقسم لعدة تخصصات:
  1. تخصص هندسة الحاسب الآلي.
  2. تخصص أنظمة معلومات الحاسب الآلي.
  3. تخصص علوم الحاسب الآلي.
  4. تخصص الهندسة الكهربائية.
  5. تخصص هندسة البرمجيات.
- قسم العلوم الحسابية.
- قسم الهندسة الميكانيكية والمدنية.

- قسم هندسة المحيطات والعلوم البحرية.

كلية الملاحة الجوية. وتحتوي على عدة أقسام منها:
- قسم علوم الطيران.
- قسم إدارة الطيران.
- قسم العناصر البشرية والسلامة.
- قسم الملاحة الجوية.

كلية علم النفس والفنون الليبرالية. وتحتوي على العديد من الأقسام منها:
يمنح بها درجة (البكالوريوس والماجستير والدكتوراه).
- قسم الفنون والتواصل وتفرعاتها.
- قسم تحليل التصرفات.
- قسم علم التفس وتفرعاته. والعدالة الجنائية.

كلية ناثان بيسك لإدارة الأعمال. وتحتوي على عدة أقسام منها:
يمنح بها درجة (البكالوريوس والماجستير والدكتوراه).
- قسم إدارة الأعمال.
- قسم المحاسبة.
- قسم الإدارة المالية.
- قسم إدارة العامة.
- قسم التسويق.
- قسم المسؤولية الاخلاقية والاجتماعية.
- قسم الدراسات البيئية والاستدامة.
- قسم نظم المعلومات والتقنية.